# Lytechinus callipeplus
Lytechinus callipeplus är en sjöborreart. Lytechinus callipeplus ingår i släktet Lytechinus och familjen Toxopneustidae. Inga underarter finns listade i Catalogue of Life.